# Gornje Obuljeno
Gornje Obuljeno je dubrovačko naselje u Dubrovačko-neretvanskoj županiji. Nalazi se u gradskom kotaru Mokošici.

## Zemljopisni položaj
Gornje Obuljeno se nalazi iznad Jadranske turističke ceste i naselja Nove Mokošice, oko 7 km sjeveroistočno od grada Dubrovnika. Naselje se stopilo s većim naseljem Nova Mokošica pa se ulica Nove Mokošice koja se proteže kroz Gornje Obuljeno naziva istim imenom. Unatoč tome, Gornje Obuljeno je administrativno zadržalo status samostalnog naselja.

## Povijest
Gornje Obuljeno je bilo nastanjeno davno prije gradnje Nove Mokošice, a vremenom se stapalo s novoizgrađenim naseljem.
Tijekom Domovinskog rata Gornje Obuljeno je bilo pod okupacijom JNA i četnika pa je mjesto opljačkano.

## Gospodarstvo
Mještani Gornjeg Obuljenog se u manjoj mjeri bave poljodjelstvom. Velika je većina stanovnika zaposlena u Dubrovniku.

## Stanovništvo
Prema popisu stanovništva iz 2011. godine u naselju živi 124 stanovnika, a stanovništvo uglavnom čine Hrvati katoličke vjeroispovjesti.
| broj stanovnika |       |       |       |       |       |       |       |       |       |       |       |       |       |       | 88    | 124   | 141   |
|                 | 1857. | 1869. | 1880. | 1890. | 1900. | 1910. | 1921. | 1931. | 1948. | 1953. | 1961. | 1971. | 1981. | 1991. | 2001. | 2011. | 2021. |

## Šport
U Gornjem Obuljenom djeluje boćarski klub Ombla. 

## Poveznice
- Nova Mokošica
- Gradski kotar Mokošica